# Ana Pešikan
Ana Pešikan, cyr. Ана Пешикан (ur. 24 lipca 1959 w Feketiciu) – serbska psycholog, nauczycielka akademicka i polityk, w latach 2007–2008 minister nauki i technologii.

## Życiorys
W 1981 ukończyła psychologię na Uniwersytecie w Belgradzie. Na tej samej uczelni uzyskiwała w tej dziedzinie magisterium (1991) i doktorat (2000). Zawodowo związana z Uniwersytetem w Belgradzie, na którym w 2010 objęła stanowisko profesora nadzwyczajnego. Brała udział w licznych projektach badawczych z zakresu psychologii rozwojowej i pedagogiki. Została członkinią różnych zespołów eksperckich, m.in. grupy do spraw jakości podręczników.
W maju 2007 powołana na ministra nauki i technologii w drugim rządzie Vojislava Koštunicy. Na stanowisko to rekomendowała ją partia G17 Plus. Urząd ten sprawowała do końca funkcjonowania gabinetu w lipcu 2008. Była później doradczynią ministra Božidara Đelicia.